# 카를로 아첼리오 참피
카를로 아첼리오 참피(이탈리아어: Carlo Azeglio Ciampi [이탈리아어 발음: [ˈkarlo adˈdzeʎʎo ˈtʃampi] ( 듣기)], 문화어: 까를로 아젤리오 챰삐, 1920년 12월 9일~2016년 9월 16일)는 이탈리아의 정치인이다. 1993년부터 1994년까지 제72대 총리를 지냈으며, 1999년부터 2006년까지 제10대 대통령으로 재직하였다.

## 약력
카를로 아첼리오 참피는 리보르노에서 태어났다. 1941년 이탈리아에서 제일 명성이 있는 학교 중 하나인 스쿠올라 노르말레 수페리오레 디 피사(Scuola Normale Superiore di Pisa)에서 문학박사 학위를 취득하였고, 이후 알바니아에서 군 중위로 일했다. 이탈리아의 휴전 시기였던 1943년 9월 8일에는 이탈리아 사회 공화국에 남아 있는 것을 거부하면서 스카노의 아브루초로 피난을 갔다.
1946년 프랑카 필라(Franca Pila)와 결혼하였다. 같은 해에 피사 대학교에서 박사 학위를 취득했고, 그 후 이탈리아 은행에서 일하기 시작했다. 1980년 그곳을 떠난 후 CGIL에 들어갔다.

## 이탈리아 은행
1960년 참피는 이탈리아의 중앙은행인 이탈리아 은행의 중앙행정직원이 되었으며 1973년 사무총장이 될 때까지 그 자리에 있었다. 1976년 부사무차장이 되었고 1978년 사무차장이 되었다. 1979년 10월 이탈리아 은행 총재로 취임했으며 1993년까지 근무하였다.

## 정치
1993년 4월 줄리아노 아마토(Giuliano Amato)의 뒤를 이어 총리로 임명되었으며 1994년까지 그 직에 있었다. 1996년부터 1999년까지 재무부 장관으로 일했다. 재무부 장관을 지내다가, 1999년 대통령으로 선출되었다.

## 대통령
1999년 5월 의회에서 대통령으로 선출되었으며, 스칼파로의 조기 사임으로 일찍 취임하였다. 이로써 그는 이탈리아 최초의 무소속 대통령이 되었다.
대통령으로 재직하면서 그는 토론에 참가하는 것을 삼가하기도 했다. 2006년 5월 조르조 나폴리타노(Giorgio Napolitano)가 당선된 상태에서, 임기 종료를 얼마 앞두고 조기 사임하였다.